# Musztafa Dáleb
Musztafa Dáleb (Béjaïa, 1952. február 8. – ) algériai válogatott labdarúgó.

## Pályafutása

### Klubcsapatban
1969 és 1974 között a Sedan csapatában játszott, de 1971-től 1973-ig kölcsönadták a CR Belouizdad együttesének. 1974 és 1984 között a Paris Saint-Germain játékosa volt, melynek tagjaként két alkalommal (1982, 1983) nyerte meg a francia kupát. Az 1984–85-ös szezonban az OGC Nice játékosaként fejezte be a pályafutását.

### A válogatottban
1971 és 1983 között 20 alkalommal szerepelt az algériai válogatottban és 6 gólt szerzett. Részt vett az 1982-es afrikai nemzetek kupáján és az 1982-es világbajnokságon.

## Sikerei, díjai
Paris Saint-Germain
- Francia kupagyőztes (2): 1981–82, 1982–83